# Crisis (juego de cartas)
Crisis, el juego para banqueros sin escrúpulos es un juego de cartas no coleccionables publicado por primera vez en 2009 por la editorial británica TerrorBull Games (título original en inglés: Crunch: The Game for Utter Bankers). En él los jugadores se ponen en el papel del Consejero Delegado de un «Banco Global» y, como tal, tienen que guiar a sus respectivos bancos en tiempos turbulentos, malversando fondos y recompensándose a sí mismos con primas, procurando evitar la bancarrota.

## Objetivo del juego
En Crisis cada jugador juega el rol de Consejero Delegado de un banco y, procurando mantener a flote su banco el tiempo necesario, tiene la responsabilidad personal de asegurarse un confortable retiro. Para tal objetivo, un jugador podrá efectuar acciones tales como pedir medidas de rescate financiero al gobierno, concederse primas personales e incluso malversar activos, antes de que la crisis le alcance.

## Tipos de cartas
En este juego se presentan 4 tipos diferentes de cartas:
- Fuerza de trabajo: estas cartas representan la potencia de un banco. Según su color: verde, amarillo o rojo, serán de riesgo bajo, medio o alto. Una fuerza de trabajo de riesgo bajo proporcionará menos intereses (en forma de activos) que una de riesgo medio o alto, aunque su peligro de impago es menor, mientras que en una carta de fuerza de trabajo de riesgo medio o alto su probabilidad de impago será mayor. Cada carta de fuerza de trabajo admite un cierto número de cartas de activos que podrán ponerse encima de ella como deuda. Además, cada carta de Fuerza de Trabajo tiene un coste de mantenimiento que hay que abonar cada turno (esquina superior derecha), y que va relacionado con el número de cartas de activos que admite.
- Activos: representan los activos que un banco o Consejero Delegado tiene en su poder. Pueden prestarse como deuda (puestas boca arriba sobre una carta de Fuerza de Trabajo situada frente a un jugador, guardarse en el banco de un jugador (dejándolas en su mano), o puestas a buen recaudo como parte de la fortuna personal de un Consejero Delegado. Algunas cartas de activos cuentan con acciones adicionales, que pueden jugarse en cualquier momento.
- Evento: Se juegan una vez por turno e indican la sucesión de un evento que debe aplicarse a todos los jugadores. De entre todas las cartas de evento posibles destacan 3 tipos de ellas: Pago de intereses, La hora de las primas y Crisis.
- Confianza: estas cartas son una medida de credibilidad de un banco. Cada una de estas cartas tiene un paquete de medidas de rescate financiero del gobierno en el dorso y pueden cambiarse por activos para ayudar al banco a pasar momentos difíciles. Estas cartas deben permanecer boca abajo hasta el momento en que se juegan.

## Desarrollo del juego
Antes de empezar, cada jugador recibirá varias cartas de Activos y de Confianza, en función del número de jugadores que conforman la partida, y una carta de Fuerza de Trabajo. Todas las cartas de Fuerza de Trabajo repartidas a los jugadores deberán ser puestas boca arriba delante de cada jugador, las de Confianza deberán ser puestas boca abajo sin ser descubiertas delante de cada jugador y las de Activos deberán guardarse en la mano de cada jugador, como Activos en posesión del banco. El resto de cartas deben de situarse en 4 mazos distintos boca abajo, a excepción de la primera carta de Fuerza de Trabajo, que deberá voltearse para quedar al descubierto, a disponibilidad del primer jugador que empiece la partida.
El jugador más rico (en la vida real) será quien comience la partida. La partida se desarrolla por turnos. Una vez el primer jugador termine su turno, éste pasa al jugador sentado a su izquierda, y así sucesivamente hasta el final de la partida.
El juego termina cuando solo quede a salvo uno o ningún banco, esto es, cuando el resto hayan ido a la bancarrota. Un banco cae en bancarrota cuando no puede hacer frente a los pagos de Activos a los que está obligado.

## Desarrollo de un turno
El turno de un jugador se divide en 4 fases:
1. Gestionar la Fuerza de Trabajo. El jugador puede...
  - Incrementar su Fuerza de Trabajo: cogiendo la carta volteada de Fuerza de Trabajo del mazo de cartas de Fuerza de Trabajo. Al hacer esto, el jugador debe coger también una carta de Confianza del mazo correspondiente y voltear la siguiente carta de Fuerza de Trabajo, dejándola a disposición del siguiente jugador.
  - Liquidar su Fuerza de Trabajo: descartando una de las cartas de Fuerza de Trabajo y descartando consigo todas las cartas de Activos prestadas como deuda sobre ella. Al hacer esto, el jugador también deberá descartar una carta de Confianza.
  - No hacer nada: dejar la Fuerza de Trabajo del banco en paz.
2. Pagar gastos corrientes. Después de gestionar la Fuerza de Trabajo, un jugador debe pagar el coste total de los gastos corrientes de su Fuerza de Trabajo descartando Activos de su mano por valor de éste coste, dejándolos en la parte inferior del mazo de Activos. Si el banco no puede hacer frente a los gastos caerá en bancarrota.
3. Prestar Activos como deuda. Una vez pagados los gastos corrientes, el jugador puede prestar Activos como deuda, dejando tantas cartas de Activos como desee sobre cualquiera de sus cartas de Fuerza de Trabajo, representando el dinero prestado. La cuantía de Activos prestados como deuda será la que, en la última fase del turno, pueda generar beneficios o llevar el banco a la bancarrota, dependiendo de la situación.
4. Dar la vuelta a una carta de Evento. Para finalizar el turno, un jugador deberá voltear la primera carta del mazo de Evento y aplicar las acciones del evento. De forma opcional, para equilibrar las posibilidades de victoria de todos los jugadores, se puede realizar una primera ronda de turnos en la que no se aplique este paso.

## Traducciones al castellano
La editorial española Edge Entertainment ha traducido y comercializado el juego al castellano desde el año mismo de su salida al mercado en el Reino Unido, en 2009.